# Nextstrain
Nextstrain est une collaboration entre des chercheurs de Seattle, aux États-Unis et de Bâle, en Suisse qui fournit une collection d'outils open source pour visualiser la génétique impliquée dans la propagation des épidémies virales.
Son objectif est de soutenir les mesures de santé publique et la surveillance en facilitant la compréhension de la propagation et de l'évolution des agents pathogènes. La plateforme Nextstrain a été lancée en 2015. Le code développé par Nextstrain est rendu accessible au public, via, par exemple, github.com et ses données sont disponibles et consultables sous une forme accessible via les pages du site Web.

## Applications
Selon leur site Web, l'équipe Nextstrain maintient une analyse génomique à jour de chacun des agents pathogènes suivants :
- Grippe aviaire,
- Dengue,
- Entérovirus D68,
- Rougeole,
- Oreillons,
- SARS-CoV-2,
- Grippe saisonnière,
- Tuberculose,
- Virus du Nil occidental,
- Épidémie de maladie à virus Ebola en Afrique de l'Ouest,
- Virus Zika.

### Pandémie de Covid-19
Nextstrain et ses résultats ont été largement cités pendant la pandémie de Covid-19,.

## Prix
En mai 2020, Nextstrain et Trevor Bedford (professeur agrégé, Fred Hutchinson Cancer Research Center) ont reçu un Webby Special Achievement Award pour l'outil Web.